# شياو مينغ وانغ
شياو مينغ وانغ (بالإنجليزية: Xiaoming Wang)‏ هو عالم حفريات أمريكي من أصل صيني وهو عالم في الفقريات والجيولوجيا يعيش ويدرس في الولايات المتحدة.

## مجالات الخبرة
البروفيسور وانغ متخصص في التطور الأحفوري للنظاميات والثدييات من حقب الحياة الحديثة. وقد قام بالبحث في الرسم البياني الحيوي لمنغوليا الداخلية وآسيا، ودرس جغرافية لآسيا، والبيونوينات في هضبة التبت، وهجرات الثدييات بين أوراسيا وأمريكا الشمالية. قام وانج أيضًا بالتحقيق في علم اللاهوت النظامي وعلم الأنسجة (كلاب وأقاربهم) وكذلك الأيوسيني المتأخر عبر الثدييات الأحفورية بليستوسين في جنوب كاليفورنيا والمكسيك.(انظر متحف التاريخ الطبيعي في لوس أنجلوس).

## التعليم
- بكالوريوس جامعة نانجينغ، نانجينغ، مقاطعة جيانغسو، جمهورية الصين الشعبية.
- الأكاديمية الصينية للعلوم، معهد علم الحفريات وعلم الأحافير القديمة في بكين، جمهورية الصين الشعبية.
- ماجستير ودكتوراه، جامعة كانساس، في مدينة لورانس في الولايات المتحدة.
- أعمال ما بعد الدكتوراه، المتحف الأمريكي للتاريخ الطبيعي.
- أستاذ مساعد، جامعة لونغ آيلاند، نيويورك.

## الحياة المهنية
يعتبر وانغ منسقا في قسم علم الحفريات الفقري في متحف التاريخ الطبيعي في مقاطعة لوس أنجلوس ومتحف التاريخ الطبيعي في لندن. ويعد وانغ أيضًا باحثًا مساهمًا في قاعدة بيانات علم الأحياء القديمة التي أنشأها الدكتور جون ألروي.

## أبحاث
- أصل وتطور عائلة الكلاب.
- عائلات أخرى من كارنيفورا.
- البيونوينات في هضبة التبت.
- الرسم البياني الحيوي لمنغوليا الداخلية.
- النيوغرافيا الأرضية للثدييات الحيوية والتسلسل الزمني في آسيا.

## التكريم
حصل على تكريم من:
- المؤسسة الوطنية الأمريكية للعلوم.
- المؤسسة الوطنية للعلوم الطبيعية في الصين.
- الأكاديمية الصينية للعلوم.
- الجمعية الجغرافية القومية الأمريكية.

## المنشورات
- Society of Vertebrate Paleontology

شارك وانغ أيضًا في تأليف كتاب، مع عالِم الحفريات في المتحف الأمريكي للتاريخ الطبيعي، ريتشارد تيدفورد للكتاب الشهير "الكلاب: العلاقات الأحفورية والتاريخ التطوري"، (بالإنجليزية: Dogs: Their Fossil Relatives and Evolutionary History)‏ استنادًا إلى أبحاثهم في أحافير الكانيدا.